# Žolta golobica
Žolta golobica (znanstveno ime Russula fellea) je gliva iz rodu golobic (Russula).

## Značilnosti
Klobuk ima v premeru od 5 do 8 cm. V mladosti je obokan, pri zrelih primerkih ploščat z gladkimi ali plitvo nažlebičenimi robovi. Koža je tanka, olupimo jo lahko le na robu. Površina je mat, od slamnato rumene do medeno rjave, včasih z oranžnim odtenkom. Na sredini je temnejša kot na robovih. V vlažnem vremenu postane vlažna in lepljiva. Ob pritisku se na površini pojavijo rjasto rjave lise.
Lističi so precej tenki in gosti, so enake dolžine, z redkimi vmesnimi lističi. Redko se viličasto razcepijo. Barva je sprva belkasta, kasneje svetlo oker.
Bet je visok od 3 do 7 cm in debel do 2 cm. Je valjast in v dnišču kijasto razširjen. Najprej je poln, v starosti se izvotli. Je svetlejše barve kot klobuk.
Krhko meso je najprej je bele barve, kasneje slamnato oker. Okus je pekoč, zelo oster, vonj spominja na sadje ali pelargonije.

## Razširjenost in življenjski prostor
Razširjena je v severnih zmernih pasovih Evrope in Azije.
Je mikorizna gliva. Pojavlja se od avgusta do novembra, tako v listnatih kot iglastih gozdovih. Še posebej pogosta je pod bukvijo, hrastom in smrekami.

## Mikroskopske značilnosti
Trosni odtis je bele do kremaste barve. Trosi so široko elipsaste oblike, imajo ornamentirano povšino z medsebojno povezanimi bradavicami. Trosni ornamenti so amiloidni. Trosi merijo 7,5–9 x 5–7 μm. Cistide so številne, tanke, kijaste oblike, včasih s konico.
- trosi
- cistide

## Podobne vrste
- rumena golobica (Russula claroflava) raste samo pod brezami in ima mil okus
- okrasta golobica (Russula ochroleuca) je večja, nima izrazitega vonja in ni tako pekočega okusa. Nima tako močno obarvane sredine klobuka in razlika v barvi med robom klobuka in lističi je večja.

## Uporabnost
Neužitna.